# Papa Leone XIV
Papa Leone XIV (in latino Leo PP. XIV; in inglese Leo XIV; in spagnolo León XIV; nato Robert Francis Prevost; Chicago, 14 settembre 1955) è, dall'8 maggio 2025, il 267º papa della Chiesa cattolica e vescovo di Roma, 9º sovrano dello Stato della Città del Vaticano, primate d'Italia, oltre agli altri titoli propri del romano pontefice.
Di doppia cittadinanza statunitense e peruviana, è il secondo papa originario del continente americano (dopo il suo predecessore Francesco), il primo nella storia proveniente dagli Stati Uniti d'America, nonché il primo appartenente all'Ordine di Sant'Agostino.

## Biografia

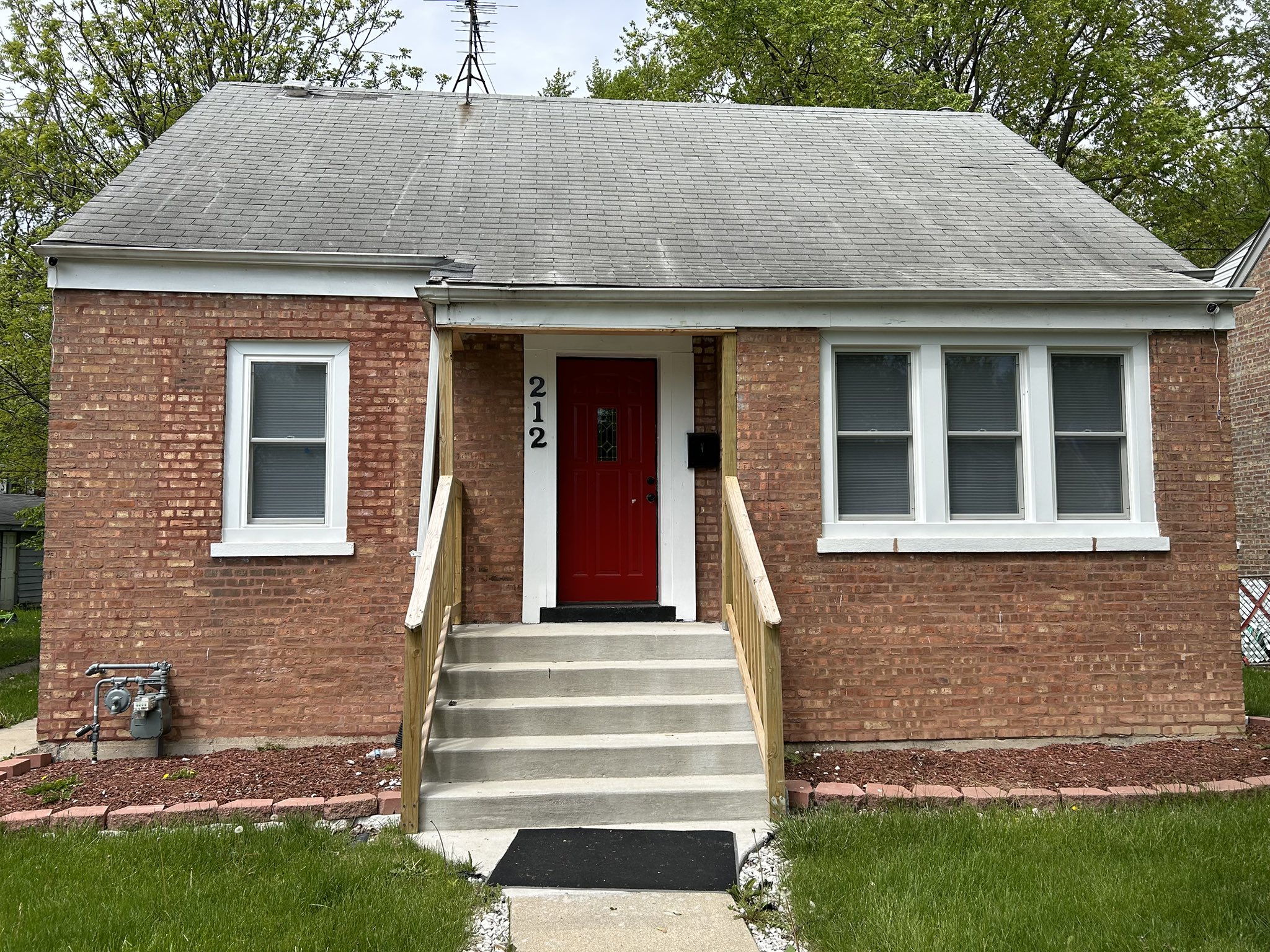
Casa d'infanzia di Robert Francis Prevost a Dolton

Robert Francis Prevost nasce a Chicago, nell'Illinois, il 14 settembre 1955 da Louis Marius Prevost, di origini francesi e italiane, e Mildred Martínez, di origini haitiane e creole luisianesi. Ha due fratelli, Louis Martín e John Joseph.
Oltre all'inglese, parla correntemente lo spagnolo, l'italiano, il francese e il portoghese, oltre a comprendere il latino e il tedesco.

### Formazione e ministero sacerdotale
Compie gli studi secondari nel seminario minore dei padri agostiniani, diplomandosi nel 1973. Nel 1977 consegue il Bachelor of Science in scienze matematiche e il diploma in filosofia presso la Villanova University a Filadelfia, in Pennsylvania.
Il 1º settembre 1977 entra nel noviziato di Saint Louis della provincia di Nostra Signora del Buon Consiglio dell'Ordine di Sant'Agostino, che comprende gli Stati Uniti d'America medio-occidentali. Il 29 agosto 1981 emette la professione solenne.
Nel 1982, ottenuto il Master of Divinity presso la Catholic Theological Union di Chicago, il 19 giugno viene ordinato presbitero nella cappella di Santa Monica a Roma, dall'arcivescovo Jean Jadot, pro-presidente del Segretariato per i non cristiani.
Nel 1985 viene inviato nella missione agostiniana in Perù e presta servizio come cancelliere della diocesi di Chulucanas e vicario parrocchiale della parrocchia della cattedrale della Sacra Famiglia di Nazareth a Chulucanas, fino al 1986. Nel 1987 consegue il dottorato magna cum laude in diritto canonico presso la Pontificia università "San Tommaso d'Aquino" di Roma con una tesi dal titolo: «Il ruolo del priore locale dell'Ordine di Sant'Agostino».
Dal 1987 al 1988 è promotore della pastorale vocazionale e direttore delle missioni della sua provincia con residenza a Olympia Fields.
Nel 1988 è di nuovo in Perù, dove è priore di comunità dal 1988 al 1992, direttore del seminario agostiniano di Trujillo dal 1988 al 1998 e docente di diritto canonico, patristica e morale nel seminario diocesano "San Carlo e San Marcello".
Nello stesso periodo è inoltre prefetto degli studi del seminario diocesano, rettore dello stesso per un anno, giudice del tribunale ecclesiastico regionale, membro del collegio dei consultori dell'arcidiocesi di Trujillo, nonché parroco fondatore nella parrocchia di Nostra Signora Madre della Chiesa, oggi parrocchia di Santa Rita da Cascia, dal 1988 al 1999 e amministratore parrocchiale della parrocchia di Nostra Signora di Montserrat dal 1992 al 1999.

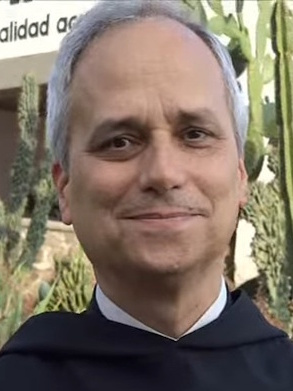
Padre Robert Francis Prevost nel 2012

Nel 1999 rientra a Chicago in quanto eletto padre provinciale della relativa provincia agostiniana. Il 14 settembre 2001 è eletto priore generale dell'Ordine di Sant'Agostino, incarico che ricopre per 12 anni, fino al 4 settembre 2013. In tale veste è anche moderatore generale dell'Istituto Patristico Augustinianum di Roma.
In seguito è nominato direttore della formazione nel convento di Sant'Agostino di Chicago, nonché primo consigliere e vicario provinciale della provincia di Nostra Signora del Buon Consiglio.

### Ministero episcopale e cardinalato
Il 3 novembre 2014 papa Francesco lo nomina amministratore apostolico di Chiclayo e vescovo titolare di Sufar. Il 7 dello stesso mese prende possesso della diocesi alla presenza del nunzio apostolico in Perù James Patrick Green e del collegio dei consultori.
Riceve l'ordinazione episcopale il 12 dicembre successivo nella cattedrale di Santa Maria a Chiclayo dall'arcivescovo Green, co-consacranti il vescovo emerito di Chiclayo Jesús Moliné Labarta e l'arcivescovo metropolita di Ayacucho Salvador Piñeiro García-Calderón. Nell'agosto del 2015 ottiene formalmente la cittadinanza peruviana.
Il 26 settembre 2015 il pontefice lo nomina vescovo di quella sede. Come proprio motto episcopale sceglie la frase latina In Illo uno unum («In Lui unico [Cristo, siamo] uno»), pronunciata da sant'Agostino nel sermone Esposizione sul salmo 127. Nel maggio del 2017 compie la visita ad limina con papa Francesco in Città del Vaticano.

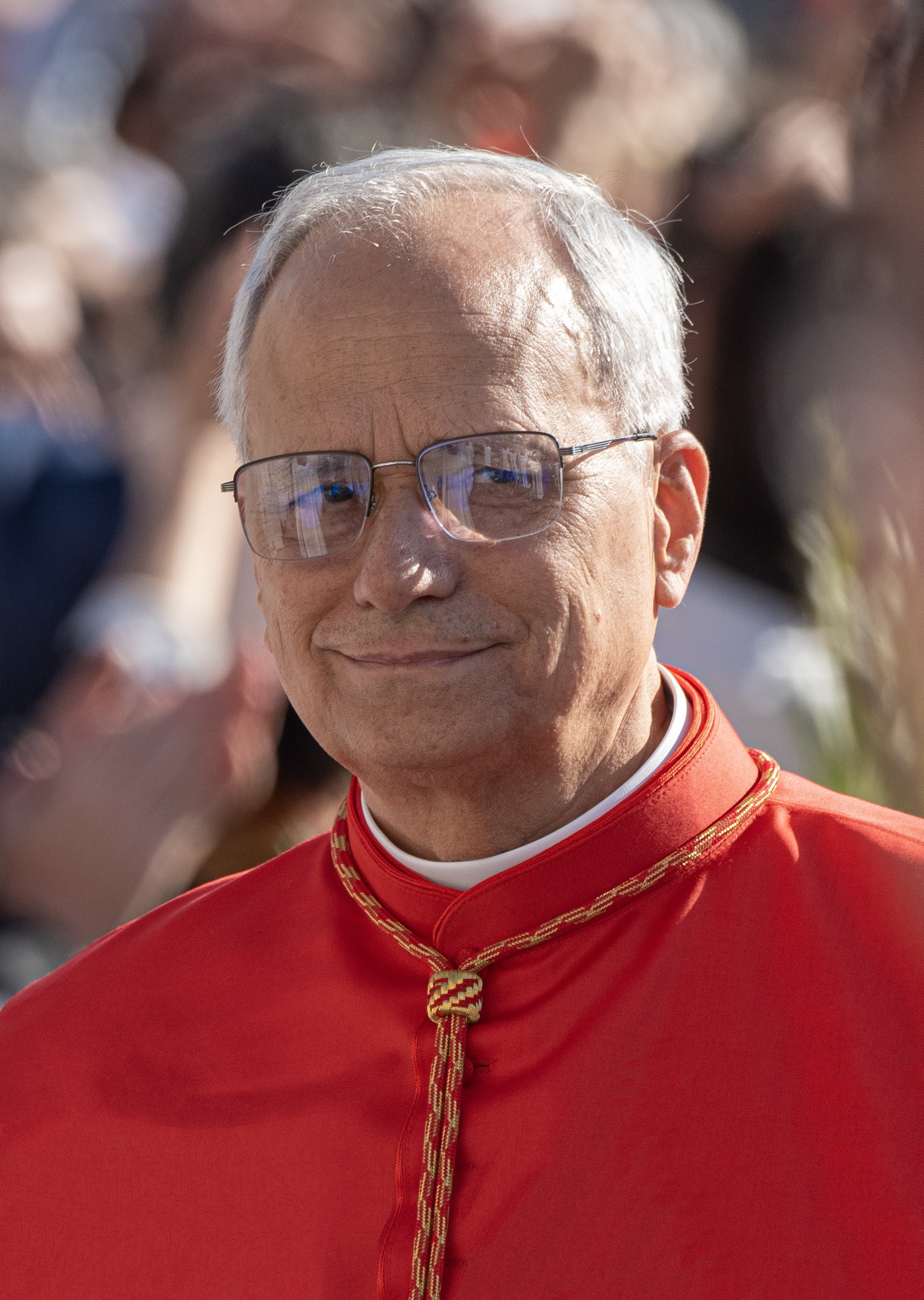
Il cardinale Prevost al concistoro del 30 settembre 2023

Dal marzo del 2018 al gennaio 2023 è secondo vicepresidente della Conferenza episcopale peruviana. In seno alla stessa è anche presidente della commissione per la cultura e l'educazione e membro del consiglio economico.
Il 15 aprile 2020 il papa lo nomina anche amministratore apostolico sede vacante di Callao, ufficio che ricopre fino al 26 maggio 2021. È membro della Congregazione per il clero dal 13 luglio 2019 e della Congregazione per i vescovi dal 21 novembre 2020.
Il 30 gennaio 2023 papa Francesco lo nomina prefetto del Dicastero per i vescovi e presidente della Pontificia commissione per l'America Latina, conferendogli in pari tempo il titolo di arcivescovo-vescovo emerito di Chiclayo; succede al cardinale Marc Ouellet, dimessosi per raggiunti limiti di età. Inizia a svolgere entrambi gli incarichi a partire dal 12 aprile 2023.
È stato anche membro dei dicasteri per la dottrina della fede, per le Chiese orientali, per gli istituti di vita consacrata e le società di vita apostolica, per la cultura e l'educazione, e della sezione per la prima evangelizzazione e le nuove Chiese particolari del Dicastero per l'evangelizzazione, dal 4 marzo 2023, del Dicastero per i testi legislativi, dal 14 giugno seguente, e della Pontificia commissione per lo Stato della Città del Vaticano, dal 4 ottobre dello stesso anno.
Il 9 luglio 2023, al termine dell'Angelus, papa Francesco annuncia la sua creazione a cardinale e nel concistoro del 30 settembre seguente lo crea cardinale diacono di Santa Monica, diaconia di cui prende possesso il 28 gennaio 2024. Il 6 febbraio 2025 lo stesso papa ne stabilisce l'ingresso nell'ordine dei vescovi assegnandogli il titolo della sede suburbicaria di Albano, sede di cui aveva previsto di prendere possesso il 12 maggio seguente.
Il 21 aprile 2025 decade dai suoi incarichi curiali a seguito della morte di papa Francesco.

## Il pontificato

### Elezione a sommo pontefice

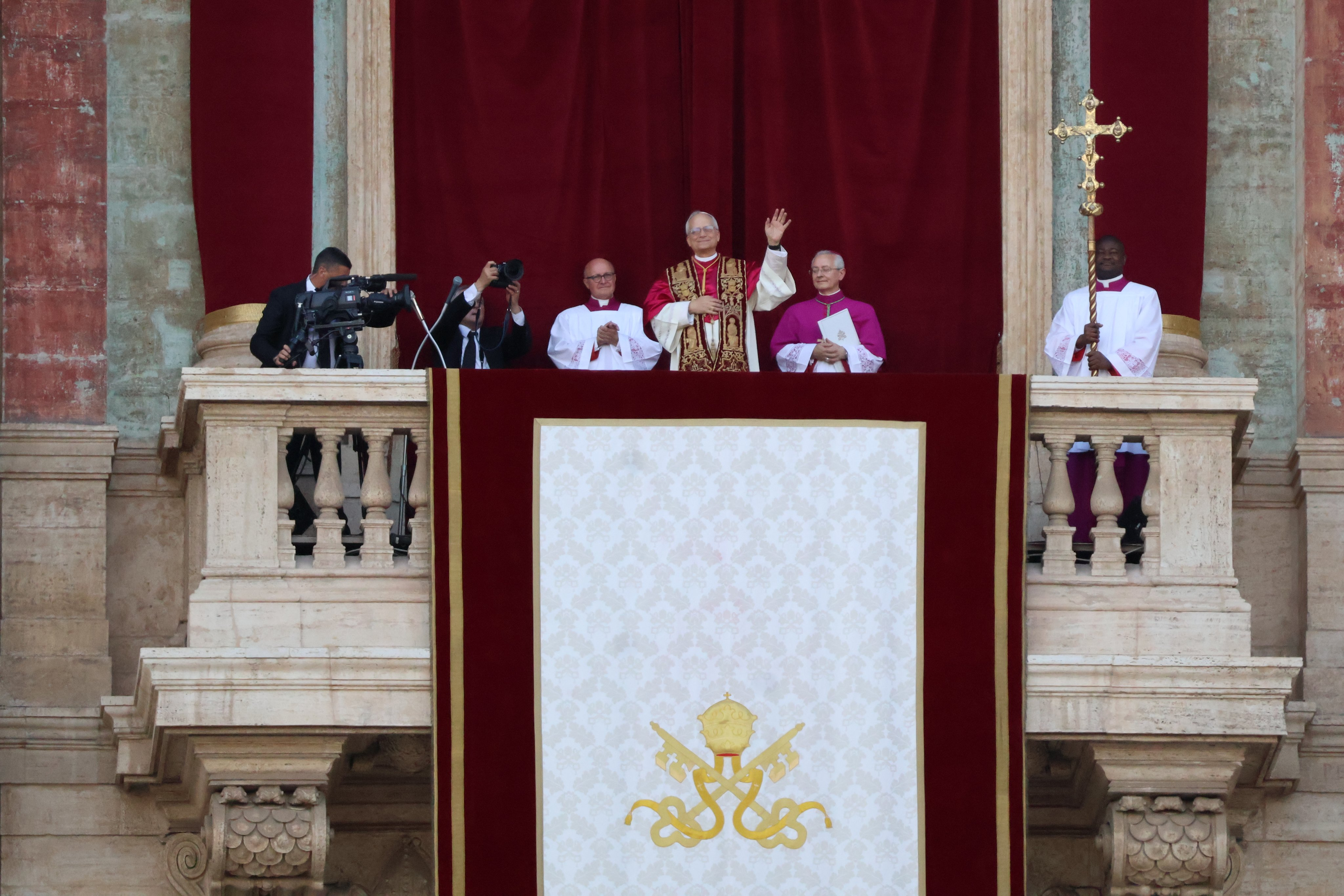
Leone XIV saluta la folla dalla loggia della basilica di San Pietro in Vaticano nel giorno della sua elezione a papa, 8 maggio 2025

Il conclave iniziò il pomeriggio del 7 maggio 2025. L'elezione avvenne il pomeriggio del giorno dopo, al quarto scrutinio. Prevost assunse il nome di Leone XIV, in onore di papa Leone XIII. Diventò così il secondo papa originario del continente americano, dopo il suo predecessore Francesco, nonché il primo nella storia proveniente dagli Stati Uniti d'America e appartenente all'Ordine di Sant'Agostino.
L'elezione di Prevost al pontificato fu considerata inaspettata da molti commentatori: a lungo si era pensato che, finché gli Stati Uniti d'America fossero rimasti la principale potenza del pianeta, l'espressione di un papa statunitense da parte del Vaticano avrebbe potuto implicare un allineamento e una concentrazione di potere eccessivi. Al contempo, il passato missionario di Prevost e la sua ampia conoscenza del mondo esterno all'Occidente fu ritenuto dagli osservatori delle dinamiche vaticane ed ecclesiali come un fattore complementare alla sua origine statunitense che ne ha favorito la scelta come figura di mediazione.
Si affacciò dalla loggia riprendendo le tradizionali vesti papali che il suo predecessore non aveva utilizzato (l'abito corale, la mozzetta rossa e la stola papale). Nel suo primo discorso pubblico come papa, Leone XIV utilizzò come filo conduttore un augurio incondizionato per una pace "disarmata e disarmante" nel mondo recitando la preghiera dell'Ave Maria prima di dare la sua prima benedizione Urbi et Orbi.
(Il primo discorso pubblico di papa Leone XIV)
Il 9 maggio papa Leone XIV celebrò la sua prima messa pro Ecclesia nella Cappella Sistina, alla presenza dei cardinali, elettori e no.
Possiede due distinte croci pettorali, al cui interno sono collocate alcune reliquie di santi, tra cui quelle di sant'Agostino, santa Monica e san Leone Magno.

### La scelta del nome papale
Il 10 maggio 2025, in occasione del suo incontro con i cardinali nell'Aula del Sinodo, papa Leone XIV spiegò le ragioni della scelta del suo nome pontificale, confermando le interpretazioni di diversi commentatori:

### Lo stemma papale e il motto
Tagliato: nel primo d'azzurro a un giglio d'argento; nel secondo di bianco, al cuore ardente e trafitto da una freccia posta in sbarra, il tutto di rosso e sostenuto da un libro al naturale.
Lo scudo timbrato da una mitra d'argento, ornata di tre fasce d'oro unite da un palo dello stesso, con le infule svolazzanti, foderate di rosso, crocettate e frangettate d'oro, e accollato alle chiavi petrine decussate e addossate, quella in banda d'oro e quella in sbarra d'argento, legate da un cordone di rosso. Sotto lo scudo, il cartiglio d'argento recante il motto In Illo Uno Unum in lettere maiuscole di nero.
Il 10 maggio vennero resi noti anche lo stemma papale e la firma del papa, come anche la foto ufficiale. Il motto vescovile e cardinalizio di Prevost, In Illo uno unum, resta invariato; papa Leone XIV divenne quindi il secondo papa, dopo il predecessore papa Francesco, a mantenere il motto nel proprio simbolo papale.
Lo stemma papale è sostanzialmente lo stesso stemma del periodo cardinalizio, ma armato con gli attributi della dignità papale. Esso è timbrato dalla mitra papale (si tratta del terzo papa ad utilizzarla al posto del triregno, ricordato nelle tre fasce d'oro), è accollato delle chiavi di San Pietro, e ha come scudo lo stemma cardinalizio.
Lo scudo è tagliato in due: 
- nel primo, al giglio d'argento in campo azzurro, simbolo e colore che sono un classico riferimento alla Beata Vergine Maria, oltre che richiamare l'alto dei cieli.
- nel secondo, al cuore ardente e trafitto da una freccia posta in sbarra, il tutto di rosso e sostenuto da un libro al naturale, in campo bianco (reso in tonalità avorio[55] nelle riproduzioni ufficiali). L'immagine è il simbolo dell'Ordine di Sant'Agostino: il cuore ardente richiama un passo de le Confessioni: «Sagittaveras tu cor meum charitate tua», («Hai ferito il mio cuore con il tuo amore»), mentre il libro richiama il suo importantissimo lavoro filosofico.[57][58]

Circa il motto da lui scelto, il 22 maggio 2025, durante un discorso tenuto nella Sala Clementina all'assemblea generale delle Pontificie Opere Missionarie, Leone XIV disse:
(Papa Leone XIV, discorso all'assemblea generale delle Pontificie Opere Missionarie, 22 maggio 2025)

### Le prime attività pubbliche
Il 10 maggio, dopo essersi recato al santuario di Genazzano per una visita non ufficiale nota solo alle autorità locali, papa Leone XIV fece tappa alla basilica di Santa Maria Maggiore per rendere omaggio alla tomba di papa Francesco, deponendovi una rosa bianca.
L'11 maggio, dopo la messa nelle Grotte Vaticane della basilica di San Pietro, il pontefice recitò il suo primo Regina Caeli dalla loggia della basilica vaticana, cantando i primi versi e denunciando nel discorso seguente, tra le altre cose, l'invasione russa dell'Ucraina, per cui chiese "una pace autentica, giusta e duratura"; la guerra di Gaza di cui auspicò un rinnovamento del cessate il fuoco, l'ammissione di aiuti umanitari alla popolazione palestinese e la liberazione degli ostaggi israeliani. Infine accolse positivamente il cessate il fuoco nel conflitto del Kashmir tra India e Pakistan, per cui sperava in un accordo di pace durevole.
Il giorno successivo, papa Leone XIV incontrò nell'Aula Paolo VI i rappresentanti dei media convenuti a Roma per il conclave. Il 16 maggio ricevette invece in udienza, nella Sala Clementina del Palazzo Apostolico, i membri del corpo diplomatico accreditato presso la Santa Sede in occasione dell'inizio del suo ministero petrino.
Il 21 maggio papa Leone XIV tenne la sua prima udienza generale in piazza San Pietro, davanti a migliaia di persone, dove riprese il ciclo di catechesi iniziate dal suo predecessore sul tema "Gesù Cristo nostra speranza", che si svolgeranno lungo l'intero anno giubilare, incentrando la sua meditazione sulla parabola del seminatore. Il pontefice ricordò anche papa Francesco a un mese esatto dalla morte e rinnovò l'appello alla pace, ricordando in particolare la grave situazione nella Striscia di Gaza.

### La messa inaugurale del ministero petrino

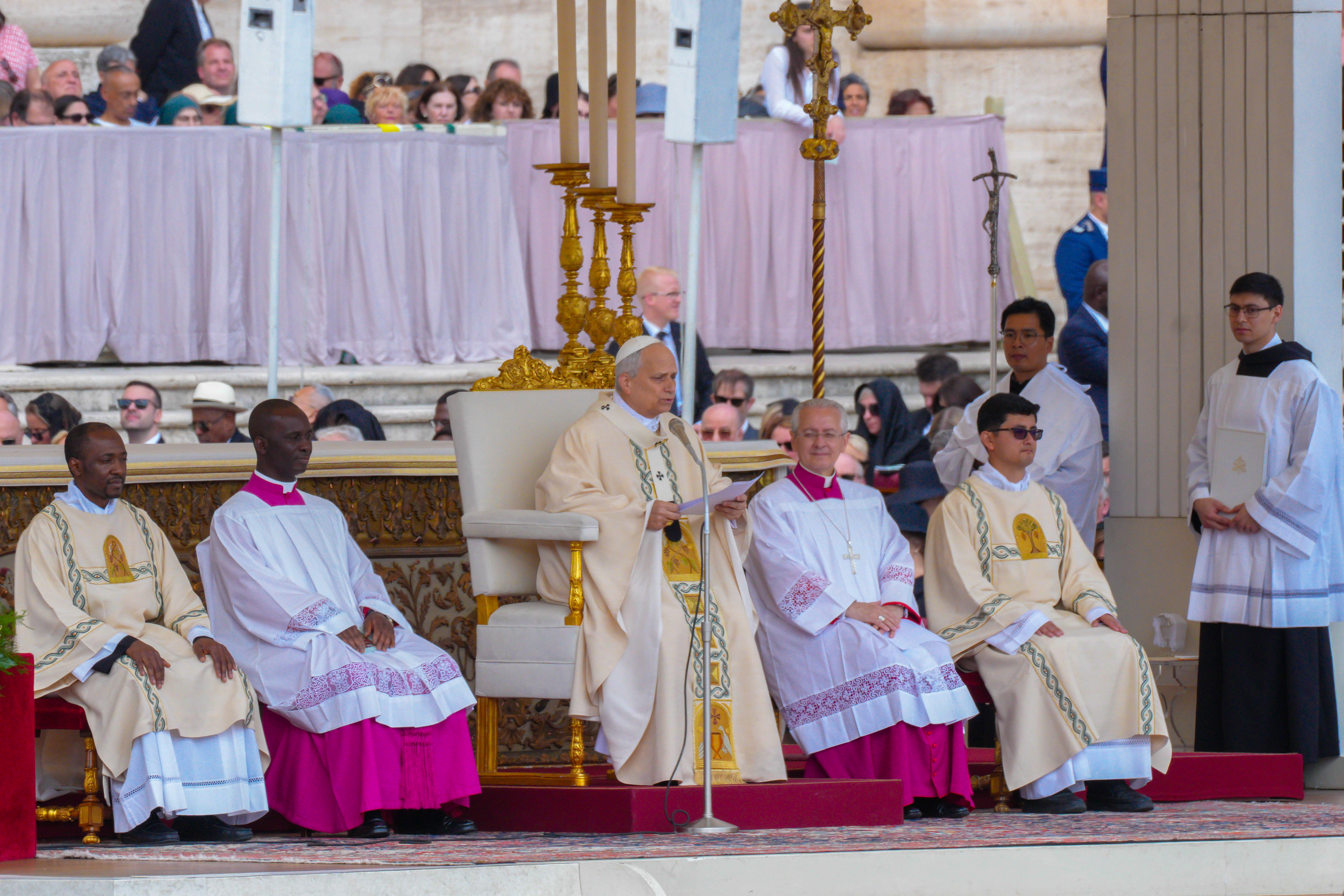
Leone XIV pronuncia l'omelia durante la messa di inizio del pontificato, 18 maggio 2025

Il 18 maggio con la messa di inizio del pontificato sul sagrato della basilica di San Pietro in Vaticano iniziò formalmente e solennemente il ministero petrino, durante la quale ricevette l'anello del pescatore dal cardinale Luis Antonio Tagle e il pallio dal cardinale Mario Zenari, simboli del nuovo ministero di pastore della Chiesa universale. Per l'occasione utilizzò la casula utilizzata da papa Giovanni Paolo II e la ferula realizzata per papa Paolo VI da Lello Scorzelli.
Prima dell'inizio della cerimonia, Leone XIV attraversò con la papamobile piazza San Pietro e via della Conciliazione gremita di circa 200 mila persone. Concelebrarono sul sagrato 200 cardinali e 750 tra arcivescovi, vescovi e sacerdoti; furono presenti anche 156 delegazioni da tutto il mondo, oltre a 39 delegazioni ecumeniche di altre religioni, tra cui il patriarca ecumenico di Costantinopoli Bartolomeo I.
Papa Leone XIV ha aperto l'omelia della messa d'inizio del suo pontificato rendendo onore al suo predecessore e ricordando la sua elezione in conclave. Ha poi parlato dell'importanza dell'amore e dell'unità come scopo della missione di Pietro, di cui egli è il successore. Al termine della celebrazione eucaristica, il Santo Padre recitò il Regina Caeli.

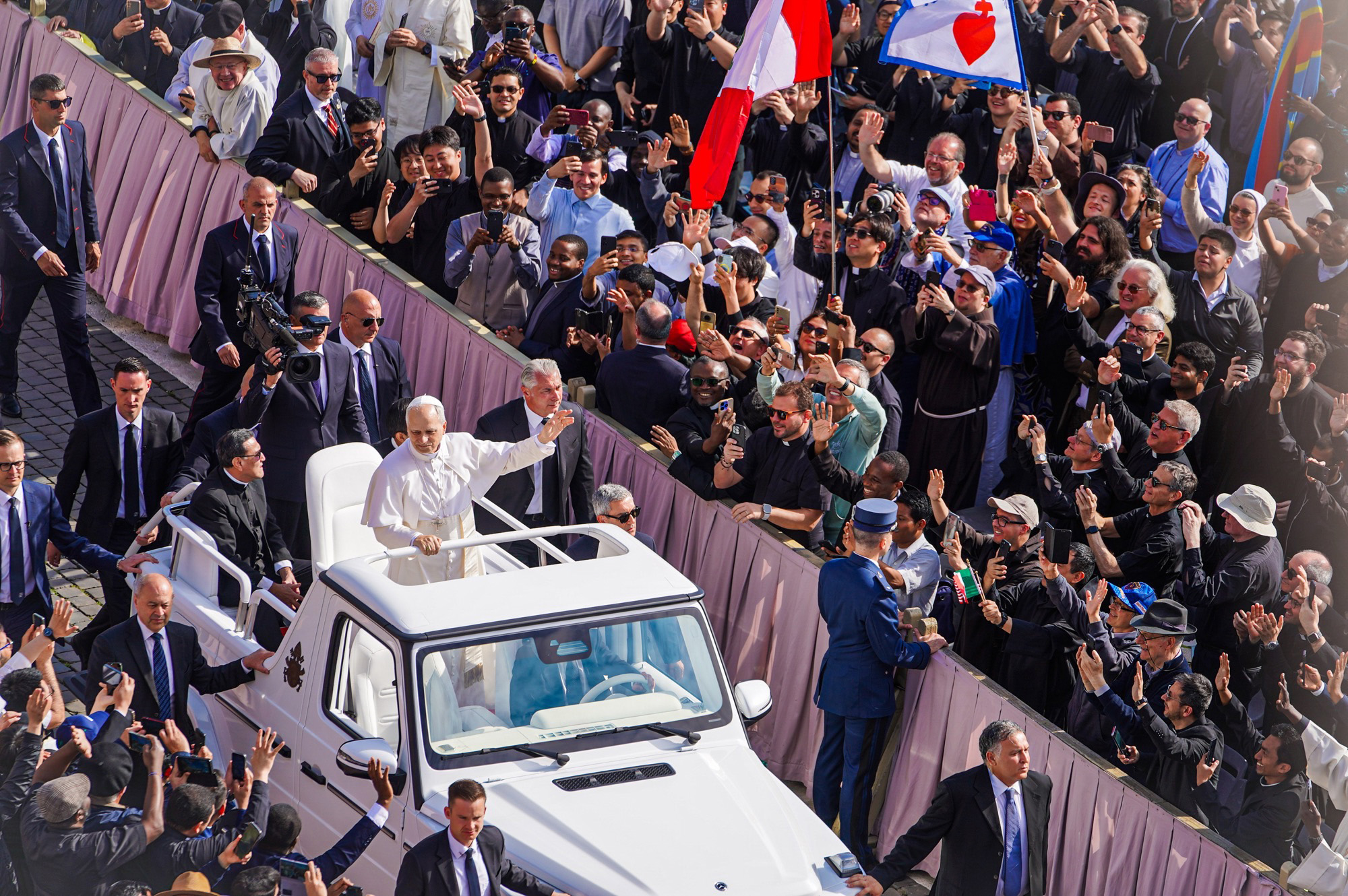
Papa Leone XIV saluta i fedeli dalla papamobile prima della messa di inizio del pontificato

(Stralcio dell'omelia di papa Leone XIV, 18 maggio 2025)

### La presa di possesso delle basiliche papali
Il 20 maggio, due giorni dopo l'inaugurazione del ministero petrino, il Santo Padre prese possesso della basilica di San Paolo Fuori le Mura, pregando sulla tomba dell'apostolo delle genti e pronunciando un'omelia incentrata sulla "grazia della chiamata" e sull'"obbedienza della fede". Il 25 maggio, dopo aver ricevuto l'omaggio del sindaco di Roma Roberto Gualtieri ai piedi della scalinata del Campidoglio, si recò alla basilica di San Giovanni in Laterano per prendere possesso della cathedra romana; al termine della celebrazione eucaristica di insediamento, il Papa raggiunse la basilica di Santa Maria Maggiore per pregare davanti l'icona della Salus populi romani e per fare visita alla tomba di papa Francesco.

### Il recupero di alcuni aspetti della tradizione
Fin dalla sua prima apparizione pubblica alla loggia delle benedizioni, papa Leone XIV riprese l'uso dell'abito corale, mai usato dal predecessore, che comprende la mozzetta rossa, la croce pettorale con cordone dorato e la stola papale.
Firmando la sua prima foto ufficiale diffusa dai media vaticani, il Santo Padre riprese ad utilizzare la sigla P.P. nel nome pontificale, tradizionalmente utilizzata dai pontefici e non adoperata dal predecessore.
A differenza di papa Francesco, che scelse di risiedere stabilmente presso la Domus Sanctae Marthae anche dopo la sua elezione, Leone XIV ristabilì la consuetudine di vivere presso l'appartamento papale del Palazzo Apostolico.
Inoltre, all'inizio del suo pontificato, scelse di trascorrere un periodo di riposo durante i mesi estivi presso le ville pontificie di Castel Gandolfo, riprendendo una tradizione antica, abbandonata dal suo immediato predecessore per motivi personali. Non soggiornò però presso il Palazzo Pontificio, ormai trasformato in museo, ma presso Villa Barberini.
Il 29 giugno 2025, solennità dei santi Pietro e Paolo, papa Leone riprese la consuetudine di imporre personalmente durante la celebrazione eucaristica i palli agli arcivescovi metropoliti nominati durante il corso dell'anno; tale tradizione fu abbandonata da papa Francesco nel 2015 in luogo di una celebrazione più snella durante la quale il Santo Padre si limitava a consegnare nelle mani dell'arcivescovo il pallio, e quest'ultimo gli veniva imposto da un legato pontificio (generalmente il nunzio apostolico) durante una successiva celebrazione presso la sua chiesa locale.

#### Tradizioni liturgiche delle Chiese orientali
Il 14 maggio 2025, in occasione del Giubileo delle Chiese orientali, Leone XIV sottolineò l'importanza di preservare le tradizioni e i riti liturgici orientali, e incaricò il Dicastero per le Chiese Orientali di definire linee guida per i vescovi di rito latino che assistono i fedeli orientali affinché questi pastori possano concretamente sostenere i cattolici orientali della diaspora e possano preservare le loro tradizioni viventi e arricchire con la loro specificità il contesto in cui vivono.

## Genealogia episcopale
La genealogia episcopale è:
- Cardinale Scipione Rebiba
- Cardinale Giulio Antonio Santori
- Cardinale Girolamo Bernerio, O.P.
- Arcivescovo Galeazzo Sanvitale
- Cardinale Ludovico Ludovisi
- Cardinale Luigi Caetani
- Cardinale Ulderico Carpegna
- Cardinale Paluzzo Paluzzi Altieri degli Albertoni
- Papa Benedetto XIII
- Papa Benedetto XIV
- Papa Clemente XIII
- Cardinale Marcantonio Colonna
- Cardinale Giacinto Sigismondo Gerdil, B.
- Cardinale Giulio Maria della Somaglia
- Cardinale Carlo Odescalchi, S.I.
- Vescovo Eugène de Mazenod, O.M.I.
- Cardinale Joseph Hippolyte Guibert, O.M.I.
- Cardinale François-Marie-Benjamin Richard de la Vergne
- Cardinale Pietro Gasparri
- Cardinale Clemente Micara
- Cardinale Antonio Samorè
- Cardinale Angelo Sodano
- Arcivescovo James Patrick Green
- Papa Leone XIV

## Onorificenze
Papa Leone XIV è sovrano degli ordini pontifici, nello specifico: